# Runcina adriatica
Runcina adriatica is een slakkensoort uit de familie van de Runcinidae. De wetenschappelijke naam van de soort werd voor het eerst geldig gepubliceerd in 1980 door T. Thompson.